# Andrea Cagnetti
Andrea Cagnetti, in arte Akelo (Corchiano, 16 marzo 1967), è un artista italiano. Orafo, scultore e designer, si occupa anche di ricerca sulle antiche tecniche di lavorazione dei metalli.

## Biografia
Dopo aver conseguito la maturità scientifica, si trasferisce a Roma dove, per alcuni anni, lavora come grafico pubblicitario, interessandosi al contempo, allo studio approfondito di testi e documenti riguardanti l'oreficeria antica, la metallurgia e l'alchimia.
All'apprendimento teorico abbina un'attività di sperimentazione sui materiali e le tecniche, dedicandosi a tempo pieno all'attività di orafo e di scultore con il nome d'arte di Akelo (da "Acheloo", dio greco delle acque).
Dal 2010 realizza l'opera bronzea dal titolo HOPE, per il Premio Robert Bresson, consegnato ogni anno durante la Mostra Internazionale d'Arte Cinematografica di Venezia.
I lavori di Andrea Cagnetti sono stati esposti in diverse mostre di carattere nazionale e internazionale e hanno avuto ampia risonanza nei media di tutto il mondo. Innumerevoli, infatti, le pubblicazioni, le recensioni e le apparizioni televisive a lui dedicate, che sottolineano non solo il talento e l'originalità stilistica dell'artista, ma anche il valore delle sue ricerche.
Negli ultimi anni, alcune opere sono state acquisite da importanti musei e collezioni private.
Cagnetti vive a Corchiano, dove si dedica anche alla scrittura di testi scientifici sulle tecniche di oreficeria antica.

## Opere nei musei
- HOEDUS II (1996) Pendente - Newark Museum
- YILDUN (2001) Pendente - Museum of Art and Archaeology, University of Missouri
- CHORT (2002) Pendente - Museum of Fine Arts, Boston [1]
- DENHEB (2004) Collana - Museum of Art and Archaeology, University of Missouri
- SEGIN (2009) Pisside - Museum of Fine Arts, Boston [2]
- STRANGE MECHANISM #3 (2010) Scultura - Museum of Art and Archaeology, University of Missouri

## Principali esibizioni
- “Forme Umane e Cosmo Aureo” Museo Civico Rocca Flea, Gualdo Tadino (4 ottobre - 24 novembre 2013)
- “Materia Nova II. Sculture di Akelo” CaffeinaCultura - Galleria Progettarte3D, Viterbo (26 giugno - 7 luglio 2013)
- "Materia Nova", Antwerp, Belgio (18 maggio – 6 giugno 2012)
- "Collecting for a New Century: Recent Acquisition" - Museum of Art and Archaeology, University of Missouri, Columbia, MO - U.S.A (28 gennaio - 13 maggio 2012)
- "Akelo's Treasures. An Exhibition Celebrating Twenty-Five Years of a Roman Master Goldsmith" - Bentley & Skinner Ltd, London - U.K. (novembre 2011)
- "Golden Treasures by Akelo” - Museum of the Gemological Institute of America, Carlsbad, California, U.S.A. (ottobre 2010 - marzo 2011)
- "The Voyage of a Contemporary Italian Goldsmith in the Classical World: Golden Treasures by Akelo" - Museum of Art And Archaeology, University of Missouri, Columbia, MO - U.S.A.  (5 giugno - 26 settembre 2010)
- "Gioiello Italiano Contemporaneo", Castello Sforzesco, Milano / Palazzo Valmarana Braga, Vicenza / Kunstgewerbemuseum, Berlin / Museo di arti decorative Pietro Accorsi, Torino (gennaio 2008 – gennaio 2009)
- "In Its Time: Materials and Techniques Throughout Jewelry History" - Aaron Faber Gallery, New York, U.S.A. (2009)
- "Akelo: risplende l'oro degli Etruschi" - Vicenzaoro2, Fiera di Vicenza, Vicenza, Italy (giugno 2005)
- "The Hanover World Exposition 2000" - Italian Pavillon, Hanover, Germany (giugno – ottobre 2000)

## Pubblicazioni
- "Una scultura di Akelo nel museo dell'Università del Missouri" ADNKronos (Italy) - April 2012
- "A Sculpture by the Italian Artist Akelo in the Permanent Collection of the Museum of Art and Archaeology of the University of Missouri" Artwallzine - (U.K.) April 2012
- Aarik Danielsen, Museum exhibit highlights the splendor of collecting, su The Columbia Daily Tribune (U.S.A.), 11 marzo 2012. URL consultato il 10 marzo 2021 (archiviato dall'url originale il 2 gennaio 2013).
- "Timeless Gold" - Vogue (Italy) - October, 2011
- "Great Designers" - World Gold Council - 2011 [3]
- "The Midas Touch" - The Mayfair Magazine (U.K.) - November, 2011
- "Granulation Rediscovered" - Antiques Trade Gazette (U.K.) - November, 2011
- "Una Mostra per i 25 anni di Akelo" - 18 Karati (Italy) - November 2011
- "Bentley and Skinner hosts Akelo show" - The Jeweller Magazine (U.K.) - October, 2011
- "Bentley & Skinner to host Akelo retrospective" - Professional Jeweller (U.K.) - October, 2011
- "Akelo festeggia i 25 anni di attività da Bentley & Skinner" - Preziosa Magazine (Italy) - October, 2011 [4]
- "Un etrusco a London" - Vioromagazine (Italy) - October, 2011 [5]
- "Bentley & Skinner to host celebration of Akelo's 25 years" - Jewellery World Review (Thailand) - September, 2011
- "Творческий юбилей Akelo - в Лондоне" - Jewellernet (Russia) - September, 2011 [6]
- "Bentley & Skinner to exhibit works of Andrea Cagnetti" - Diamond World (China) - September, 2011 [7]
- "Breathing new life into an age old technique" - The Malta Independent (Malta) - September, 2011 [8]
- "A Pendant by the Italian Artist Akelo in the Permanent Collection of the Newark Museum" - The Benchpeg (U.K.) - April, 2011
- "Les bijoux étrusques d'Akelo" - Guide Bijoux (France) - April, 2011 [9] Archiviato il 10 gennaio 2012 in Internet Archive.
- Italian Artist’s Pendant acquired by Newark Museum, su JewelleryNetAsia (China), 15 marzo 2011. URL consultato il 10 marzo 2021 (archiviato dall'url originale il 7 aprile 2012).
- "Modern Artist Brings Ancient Techniques to Life" - GIA Insider (U.S.A.) - December, 2010[10]
- "Masterpieces by Akelo" - Solitaire International (India) - October, 2010
- "Echi etruschi di Akelo" - 18 Karati (Italy) - August, 2010
- "Museums acquire two Akelo Pieces" - International Jewellery Couture. Europa Star - September, 2010 [11]
- "Golden Treasures by Akelo" [12]
- "Golden Treasures Exhibit" - Rock&Gem (U.S.A.) - June, 2010
- "An artist's golden touch" - The Columbia Daily Tribune (U.S.A) - May, 2010 [13]
- "Exhibition to feature gold jewellery inspired by ancient Etruscans" - Gold Bullettin (U.S.A.) - April, 2010
- "Etruscan-inspired gold exhibit sets sail for U.S." - National Jeweler (U.S.A.) - April, 2010
- "Golden Treasures by Akelo" - Museum Magazine - MAA University of Missouri (U.S.A.) - January, 2010
- "L'alchimista-orafo che fa rivivere i gioielli etruschi" - Di Tutto (Italy) - December, 2009
- "Museu de Belas Artes de Boston (EAU) recebe peça do Joalheiro Andrea Cagnetti" - Infojoia (Brazil) - January, 2009
- "Museum Of Fine Arts Receives Gift Of Cagnetti Pendant" - Art Knowledge News - April, 2008 [14]
- "A touch of gold: Andrea Cagnetti explores the Etruscan enigma - Golden secret of Etruscan" - Dollhouse Miniatures (U.S.A./U.K.) - March/April, 2008
- "Andrea Cagnetti. Moderno alchimista" - Allure (Italy) - March, 2008
- "Akelo: Contemporary Master in Ancient Goldsmithing Techniques" - Adornment, The Magazine of Jewlery and Relates Arts (U.S.A.)  - Winter, 2007
- "Gild trip" - Solitaire (Singapore) - August/September, 2006
- "Joias primordiais" - Joia & Cia (Brasil) - July, 2006
- "Andrea Cagnetti fait reviver l'or des Etrusques" - Heure (Switzerland) - June/July, 2006
- "Akelo: Master of granulation" - Jewellery World Review Magazine (Thailand) - June, 2006
- "Granulieren - Altes Verfahren wiederentdeckt, Etruskische Kunstfertigkeit erlebt Renaissance durch Akelo" - GZ Goldschmiede Zeitung (Germany) - January, 2006
- "A Journey in the Historical Discoveries" - Al-Jawhara Magazine (Kuwait) - August, 2005
- "The fruit of ancient goldsmith art" - World of Gold, Jewelry and Watches (Thailand) - Summer, 2005
- "L'etrusco ritrovato" - Vioro, Vicenzaoro International Magazine (Italy) - June, 2005
- "Etruskiska guldsmeders hemlighet avslöjad" - Illustrerad Vetenskap (Denmark) - June, 2001
- "Granulation: the perfection of the Etruscans" - Gold Magazine Europe (Italy) - January, 2001
- "Secret of Etruscan Jewels Uncovered" - Discovery (U.S.A) - December, 2000
- "Megfejtették az etruszk aranymuvesség titkàt" - Elet et Tudomany (Hungary) - December, 2000
- "Ho rubato agli Etruschi la formula segreta dell'oro" - Oggi (Italy) - November, 2000
- "Svelato il segreto dei gioielli etruschi" - Corriere di Viterbo (Italy) - October, 2000
- "Culture: The Etruscans - After 25 centuries their gold mystery technique is discovered" - AdnKronos (Italy) - October, 2000
- "Etruschi, scoperto il segreto dei loro gioielli" - Corriere della Sera (2000) [15]

## Apparizioni televisive
- Sulle tracce degli Etruschi - Ulisse, il piacere della scoperta - RAI 3 (Italy)
- I tesori del Vaticano - Ulisse, il piacere della scoperta - RAI 3 (Italy)
- Le meraviglie del British Museum - Ulisse, il piacere della scoperta - RAI 3 (Italy)
- Der Schmuck der Etrusker - Abenteuer Erde  - HR Hessischer Rundfunk (Germany)
- Unomattina - RAI 1 (Italy)
- Taccuino Italiano - RAI International (Italy)
- Destinos - CNN en espanol
- Mediterraneo - RAI 2 (Italy) - FRANCE 3 (France) - CANAL ALGERIE (Algeria) - ERT/ET 1 (Greece)
- Style - MBC (Middle East)